# Kent Jönsson
Kent Jönsson (1955. május 9. –) válogatott svéd labdarúgó, hátvéd.

## Pályafutása

### Klubcsapatban
1974-ig a Lunds BoIS, 1974 és 1987 között a Malmö FF, 1988-tól az IFK Trelleborg labdarúgója volt. A malmöi csapattal négy svéd bajnoki címet és hat kupagyőzelmet szerzett. Tagja volt az 1978–79-es idényben BEK-döntős együttesnek.

### A válogatottban
1979–80-ban öt alkalommal szerepelt a svéd válogatottban és egy gólt szerzett.

## Sikerei, díjai
Malmö FF
- Svéd bajnokság (Allsvenskan)
  - bajnok (4): 1974, 1975, 1977, 1986
- Svéd kupa (Svenska Cupen)
  - győztes (6): 1974, 1975, 1978, 1980, 1984, 1986
- Bajnokcsapatok Európa-kupája (BEK)
  - döntős: 1978–79
- Interkontinentális kupa
  - döntős: 1979

## Statisztika

### Mérkőzései a svéd válogatottban
| Svédország | Svédország           | Svédország                 | Svédország    | Svédország | Svédország    | Svédország       | Svédország | Svédország |
| #          | Dátum                | Helyszín                   | Hazai         | Eredmény   | Vendég        | Kiírás           | Gólok      | Esemény    |
| ---------- | -------------------- | -------------------------- | ------------- | ---------- | ------------- | ---------------- | ---------- | ---------- |
| 1.         | 1979. szeptember 5.  | Stockholm, Råsunda Stadion | Svédország    | 1 – 3      | Franciaország | Eb-selejtező     | -          |            |
| 2.         | 1979. szeptember 26. | Firenze, Stadio Comunale   | Olaszország   | 1 – 0      | Svédország    | barátságos       | -          |            |
| 3.         | 1979. október 10.    | Prága, Strahov Stadion     | Csehszlovákia | 4 – 1      | Svédország    | Eb-selejtező     | -          |            |
| 4.         | 1980. április 29.    | Malmö, Malmö Stadion       | Svédország    | 1 – 5      | Szovjetunió   | barátságos       | -          |            |
| 5.         | 1980. május 7.       | Göteborg, Ullevi Stadion   | Svédország    | 0 – 1      | Dánia         | Északi bajnokság | -          |            |
|            | Összesen             |                            |               | 5          | mérkőzés      |                  | 0          | gól        |